# Illja Zabarnyj
Illja Borisovič Zabarnyj (* 1. září 2002 Kyjev) je ukrajinský profesionální fotbalista, který hraje na pozici středního obránce za francouzský klub Paris Saint-Germain FC a za ukrajinský národní tým.

## Klubová kariéra
Zabarnyj je odchovancem Dynama Kyjev, do jehož akademie přišel v létě 2015. V červenci 2019 byl povýšen do A-týmu a v Premjer-lize debutoval kvůli zranění veterána Tymčyka 11. září 2020, kdy nastoupil v domácím utkání proti Desně Černihiv. V dresu Dynama Kyjev odehrál 50 utkání v nejvyšší ukrajinské lize a v sezóně 2020/21 získal s klubem domácí double (Premjer-liha a Ukrajinský pohár). V roce 2020 vyhrál s Dynamem také ukrajinský Superpohár.
V lednu 2023 přestoupil Zabarnyj do anglického klubu AFC Bournemouth; s The Cherries se Zabarnyj dohodl na delším kontraktu na pět a půl roku, konkrétně tedy až do léta roku 2028. Kvůli zranění kotníku si na svůj debut v klubu musel počkat až do 4. dubna, kdy odehrál posledních 5 minut ligového utkání proti Brightonu.

## Reprezentační kariéra
V září roku 2020 zapsal debut v áčku Dynama, o několik týdnů později byl také poprvé povolaný do ukrajinské reprezentace a 7. října v zápase proti Francii podstoupil své první minuty za svou rodnou zemi.
V červnu 2021 byl nominován na závěrečný turnaj Mistrovství Evropy ve fotbale 2020. Na turnaji byl stabilním členem základní sestavy ukrajinské reprezentace a podílel se na postupu až do čtvrtfinále, kde Ukrajina podlehla Anglii 0:4.